# Roewe 360
Roewe 360 — компактный седан, выпускавшийся с 2015 по 2018 год подразделением Roewe китайской компании SAIC.

## Описание
Впервые Roewe 360 был представлен в 2015 году в роли преемника Roewe 350. Поскольку SAIC может использовать двигатели и трансмиссии GM в рамках сделки, заключённой в 2014 году, в Roewe 360 применяются двигатели и трансмиссии, позаимствованные у Chevrolet Cruze, который также продаётся в Китае компанией SAIC.
- Вид спереди
- Вид сбоку
- Вид сзади

## Roewe 360 Plus
В 2017 году Roewe 360 прошёл рестайлинг. Радиаторная решётка стала идентична Roewe RX3, Roewe RX5, Roewe i6 и Roewe 950.

Согласно официальному веб-сайту, модель получила название 360 Plus и была оценена немного выше, чем оригинальный 360.
- Вид спереди
- Вид сзади